# Inés de Aquitania (1059-1078)
Inés de Aquitania (c. 1059-6 de junio de 1078), también conocida como Inés de Poitiers, fue reina consorte de León como la primera esposa del rey Alfonso VI de León. 

## Biografía
Nacida no antes de 1058, el año del matrimonio de sus padres,fue hija de Guillermo VIII, duque de Aquitania y conde de Poitiers —hijo de Guillermo V de Aquitania— y de Matilde de la Marche. 
Se desposó con el rey Alfonso VI de León en 1069 aunque el matrimonio no se celebró hasta finales de 1073 o principios de 1074 cuando Inés ya había cumplido los catorce años, figurando por primera vez como reina en 1074 confirmando diplomas con el rey.
A partir de entonces aparece en la documentación en varias ocasiones confirmando privilegios con el rey, uno de ellos el 17 de noviembre de 1076 cuando juntos otorgaron el Fuero de Sepúlveda. Su última aparición como reina fue en Astorga el 22 de mayo de 1077 y a partir de esa fecha el rey aparece solo en la documentación. Inés falleció el 6 de junio de 1078.
Reilly sugiere que el año anterior se había anulado el matrimonio, probablemente por la falta de hijos.Sin embargo, Gambra discrepa y opina que no existen fuentes fidedignas que avalen tal aseveración. La información sobre el supuesto repudio solo aparece en un tomo de L'art de vérifier les dates y, según Gambra, «Se hace imposible, a falta de mejores referencias, conceder crédito a la afirmación del repudio de Inés». Además, señala que el Tudense, en su Chronicon mundi, indica que la reina fue sepultada en Sahagún. Finalmente, señala que «si realmente se hubiese producido un hecho de dicha envergadura, carecería de sentido [...] que Alfonso VI contrajese matrimonio inmediatamente con otra princesa de la familia de Inés».Inés y la siguiente esposa del rey, Constanza, eran primas en tercer grado, ambas descendientes del duque Guillermo III de Aquitania.
Por otro lado, Orderico Vital, cronista inglés del siglo XII, decía que el matrimonio de Inés y el rey Alfonso había sido anulado en 1080 por razones de consanguinidad y que Inés había vuelto a casar en 1109 con Elías de la Flèche, conde de Maine.Según Jaime de Salazar y Acha, la que casó con el conde de Maine fue Beatriz, la última esposa de Alfonso VI.

## Muerte y sepultura
Inés falleció un año después, el 6 de junio de 1078.La fecha de su muerte figura en el Tumbo Negro de Santiago. Otra prueba concluyente del año de su defunción es el epitafio en la tumba de la amante del rey, Jimena Muñoz donde consta que Jimena fue amiga del rey viudo y recibió sepultura en el monasterio de Sahagún, donde su esposo, el rey Alfonso VI, recibiría sepultura posteriormente, en compañía de algunas de sus esposas.

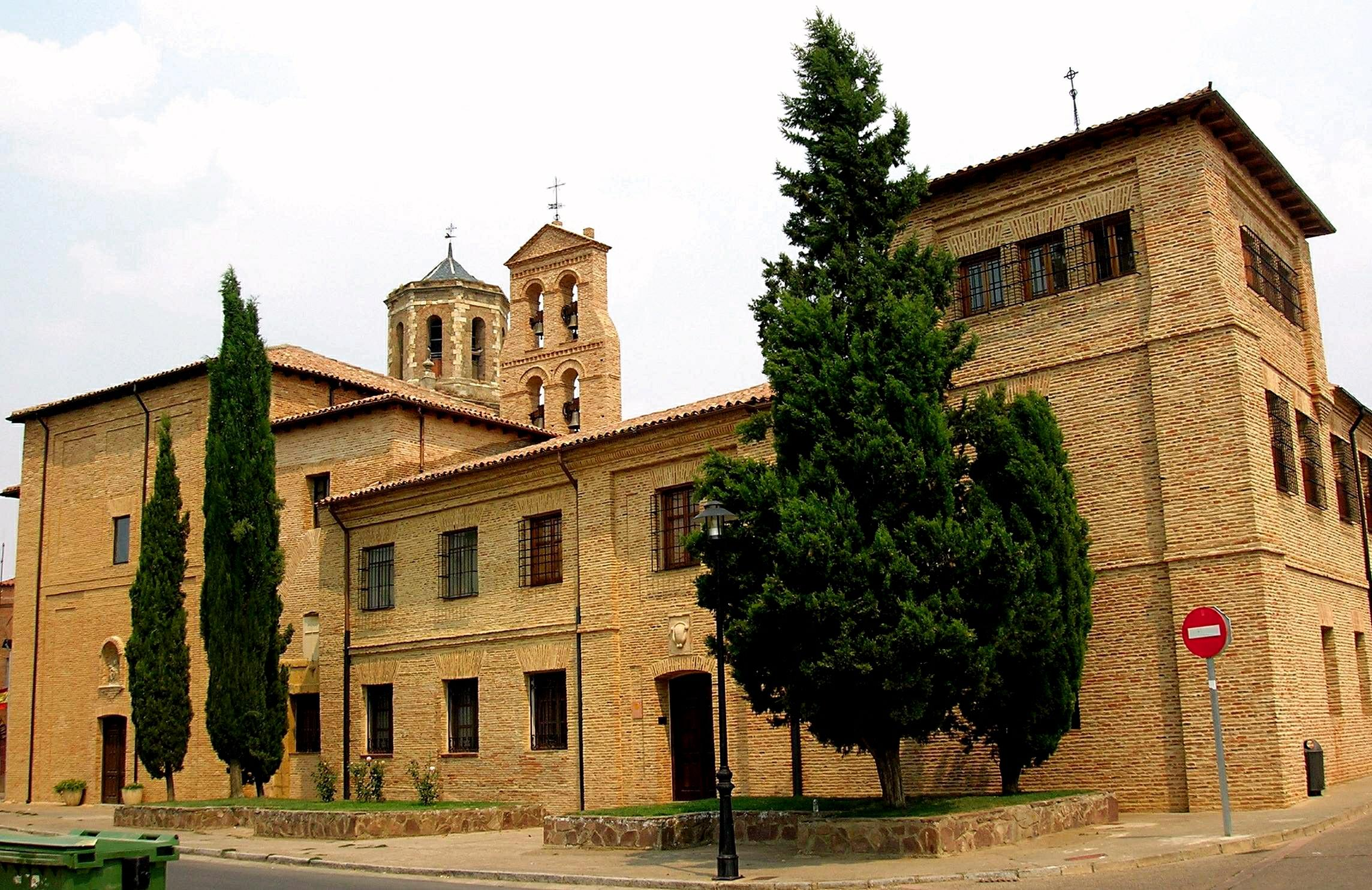
Fachada del Monasterio de Benedictinas de Sahagún, donde yacen los restos de la reina Inés de Aquitania

El sepulcro que contenía los restos de Alfonso VI fue destruido en 1810, durante el incendio que sufrió el monasterio de Sahagún y sus restos mortales y los de varias de sus esposas, entre ellos los de la reina Inés de Aquitania, fueron recogidos y conservados en la cámara abacial hasta el año 1821, en que fueron expulsados los religiosos del monasterio, siendo entonces depositados por el abad Ramón Alegrías en una caja, que fue colocada en el muro meridional de la capilla del Crucifijo, hasta que, en enero de 1835, los restos fueron recogidos de nuevo e introducidos en otra caja, siendo llevados al archivo, donde se hallaban en esos momentos los despojos de las esposas del soberano. El propósito era colocar todos los restos reales en un nuevo santuario que se estaba construyendo entonces.No obstante, cuando el monasterio de Sahagún fue desamortizado en 1835, los religiosos entregaron las dos cajas con los restos reales a un pariente de un religioso, que las ocultó, hasta que en el año 1902 fueron halladas por el catedrático del Instituto de Zamora Rodrigo Fernández Núñez.
En la actualidad, los restos mortales de Alfonso VI el Bravo reposan en el monasterio de Sahagún, a los pies del templo, en un arca de piedra lisa y con cubierta de mármol moderna, y en un sepulcro cercano, igualmente liso, yacen los restos de varias de las esposas del rey, entre ellos los de la reina Inés de Aquitania.